# Conopinae
Sous-famille
Les Conopinae sont une sous-famille de diptères de la famille des Conopidae.

## Description
Les conopidae sont de petites mouches, à l'abdomen souvent rayé de jaune et de noir, au vol agile et rapide sont proches des Syrphidae, avec lesquels ils sont parfois rattachés, particulièrement les Conopinae. Cette couleur qui mime celle des hyménoptères vespiformes pourrait être un avantage acquis au cours de leur évolution qui les protège de certains prédateurs pour lesquels ces couleurs sont un signe de danger ou de risque (celui d'être piqué par un insecte susceptible d'inoculer un venin).
Les antennes des Conopidae sont ancrées sur une protubérance et pointant vers l'avant. Chez la sous-famille Conopinae, cette protubérance est remplacée par un style apical et les ocelles sont absentes.

## Classification
En 1960, Zimina distingue quatre tribus sur la base de ses recherches en URSS. Certains des catalogues régionaux y font référence, mais tous avec différents degrés de modification. Il n'y a pour l'instant aucun consensus global. C'est pourquoi, les noms des tribus dans la section suivante sont donnés à titre indicatif.

### Tribus
- Brachyceraeini
- Conopini
- Pleurocerinellini
- Tropidomyiini

### Genres
Selon Jens-Hermann Stuke (2017), entre parenthèses, se trouve le nombre d'espèces reconnues à cette date :
- Abrachyglossum (2)
- Aegloconops (1)
- Anticonops (1)
- Archiconops (10)
- Atrichoparia (1)
- Australoconops (29)
- Brachyceraea (1)
- Caenoconops (4)
- Callosiconops (5)
- Camrasiconops (2)
- Conops (139)
- Dacops (2)
- Delkeskampomyia (1)
- Euconops (1)
- Heteroconops (5)
- Jelte (1)
- Leopoldius (9)
- Macroconops (2)
- Mallochoconops (1)
- Microbrachyceraea (2)
- Microconops (7)
- Neobrachyceraea (3)
- Neobrachyglossum (1)
- Neoconops (3)
- Physocephala (109)
- Physoconops (64)
- Pleurocerina (16)
- Pleurocerinella (8)
- Pseudophysocephala (32)
- Schedophysoconops (1)
- Setosiconops (3)
- Siniconops (11)
- Smartiomyia (5)
- Stenoconops (1)
- Tammo (1)
- Tanyconops (3)
- Tropidomyia (6)